# Bernadette Collenberg-Plotnikov
Bernadette Collenberg-Plotnikov (* 1963) ist eine deutsche Philosophin.

## Leben
Von 1982 bis 1989 studierte sie Kunstgeschichte, Romanistik und Philosophie an den Universitäten Bochum, Paris (Universität Paris IV, École du Louvre), Konstanz. Nach der Promotion 1996 zum Dr. phil. im Fach Kunstgeschichte an der FU Berlin (Titel der Dissertation: Klassizismus und Karikatur. Eine Konstellation der Kunst am Beginn der Moderne) war sie von 1995 bis 2008 wissenschaftliche Assistentin am Institut für Philosophie (Lehrgebiet III) der FernUniversität in Hagen und Mitarbeiterin im DFG-Projekt "Ästhetik und spekulative Kunstgeschichte. Philosophische Grundlagen der Kunstgeschichte als historischer Wissenschaft im Hegelianismus" (1999–2001).
Nach der Habilitation 2009 und Privatdozentur in Hagen für das Fach philosophische Ästhetik, Kunsttheorie und Kunstgeschichte (Habilitationsschrift: „Kunst als Bildkritik. Die Genese der modernen Kunstreflexion bei Hegel und im Hegelianismus“) war sie von 2009 bis 2013 Lehrbeauftragte an der Folkwang Universität der Künste sowie am Fachbereich Design der Fachhochschule Dortmund. Von 2013 bis 2014 war sie Mitarbeiterin am Hegel-Archiv der Ruhr-Universität Bochum und bereitete im Rahmen der historisch-kritischen Ausgabe der Werke G.W.F. Hegels die Edition von Hegels Vorlesungen über die Philosophie der Weltgeschichte vor. Von 2014 bis 2018 war sie Mitarbeiterin (‚Eigene Stelle‘) am Philosophischen Seminar der Universität Münster (Betreuung des DFG-Projekts Das Projekt ‚Allgemeine Kunstwissenschaft‘ (1906–1943): Leitidee – Institution – Kontext). Von 2018 bis 2025 war sie Mitarbeiterin am Forschungszentrum für Klassische Deutsche Philosophie / Hegel-Archiv der Ruhr-Universität Bochum und erstellte die Kommentarbände zu G.W.F. Hegels Vorlesungen über die Philosophie der Kunst (GW 28,4) und die Philosophie der Natur (GW 24,4). Seit 2025 ist sie Mitarbeiterin in der von der DFG geförderten Kolleg-Forschungsgruppe „Zugang zu kulturellen Gütern im digitalen Wandel: Kunstwissenschaftliche, kuratorische und ethische Aspekte“ (KFG 33) an der Universität Münster.
Seit 2014 lehrt sie als außerplanmäßige Professorin am Institut für Philosophie der FernUniversität in Hagen.

## Schriften (Auswahl)
- (Hrsg.): Georg Wilhelm Friedrich Hegel: Vorlesungen über die Philosophie der Natur. Anhang. Editorischer Bericht und Anmerkungen (= Gesammelte Werke. Bd. 24,4). Felix Meiner Verlag, Hamburg 2025, ISBN 978-3-7873-2825-3.
- (Hrsg.): Georg Wilhelm Friedrich Hegel: Vorlesungen über die Philosophie der Kunst. Anhang. Editorischer Bericht und Anmerkungen (= Gesammelte Werke. Bd. 28,4). Felix Meiner Verlag, Hamburg 2023, ISBN 978-3-7873-2966-3.
- Die Allgemeine Kunstwissenschaft (1906–1943). Idee – Institution – Kontext (= Zeitschrift für Ästhetik und Allgemeine Kunstwissenschaft. Sonderheft 20). Felix Meiner Verlag, Hamburg 2021, ISBN 978-3-7873-3648-7.
- (Hrsg.): Die Allgemeine Kunstwissenschaft (1906–1943). Max Dessoir – Emil Utitz – August Schmarsow – Richard Hamann – Edgar Wind. Grundlagentexte (= Zeitschrift für Ästhetik und Allgemeine Kunstwissenschaft. Sonderheft 21). Felix Meiner Verlag, Hamburg 2021, ISBN 978-3-7873-4019-4.
- (Hrsg.): Das Museum als Provokation der Philosophie. Beiträge zu einer aktuellen Debatte (= Edition Museum. Bd. 27). transcript Verlag, Bielefeld 2018, ISBN 978-3-8376-4060-1.
- mit Carole Maigné und Céline Trautmann-Waller (Hrsg.): Berlin 1913 – Paris 1937: Ästhetik und Kunstwissenschaft im Zeitalter der Kongresse / L’esthétique et la science de l’art à l’âge des congrès (Schwerpunktthema). In: Zeitschrift für Ästhetik und Allgemeine Kunstwissenschaft. Heft 61/2, 2016, ISSN 0044-2186.
- (Hrsg.): Georg Wilhelm Friedrich Hegel: Vorlesungen über die Philosophie der Weltgeschichte I. Nachschriften zu dem Kolleg des Wintersemesters 1822/23 (= Gesammelte Werke. Bd. 27,1). Felix Meiner Verlag, Hamburg 2015, ISBN 978-3-7873-2683-9.
- (Hrsg.): Musealisierung und Reflexion. Gedächtnis – Erinnerung – Geschichte (= Kunst als Kulturgut. Bd. 3). Wilhelm Fink Verlag, München 2011, ISBN 978-3-7705-4770-8.
- mit Annemarie Gethmann-Siefert (Hrsg.): Zwischen Philosophie und Kunstgeschichte. Beiträge zur Begründung der Kunstgeschichtsforschung bei Hegel und im Hegelianismus. Wilhelm Fink Verlag, München 2008, ISBN 978-3-7705-4349-6.
- mit Annemarie Gethmann-Siefert und Lu De Vos (Hrsg.): Die geschichtliche Bedeutung der Kunst und die Bestimmung der Künste. Wilhelm Fink Verlag, München 2005, ISBN 3-7705-3715-7.
- mit Annemarie Gethmann-Siefert unter Mitarbeit von Francesca Iannelli und Karsten Berr (Hrsg.): Georg Wilhelm Friedrich Hegel: Philosophie der Kunst oder Ästhetik. Nach Hegel. Im Sommer 1826. Mitschrift Friedrich Carl Hermann Victor von Kehler (= jena-sophia. Abteilung I, Bd. 2). Wilhelm Fink Verlag, München 2004, ISBN 3-7705-3710-6.
- (Hrsg.): Heinrich Gustav Hotho: Vorlesungen über Ästhetik oder Philosophie des Schönen und der Kunst. Berlin 1833. Nachgeschrieben und durchgearbeitet von Immanuel Hegel (= Spekulation und Erfahrung. Abteilung I, Bd. 8). Frommann-Holzboog, Stuttgart-Bad Cannstatt 2004, ISBN 3-7728-2211-8.
- (Hrsg.): Heinrich Gustav Hotho: Vorstudien für Leben und Kunst (= Spekulation und Erfahrung. Abteilung I, Bd. 5). Frommann-Holzboog, Stuttgart-Bad Cannstatt 2002, ISBN 3-7728-1488-3.
- Klassizismus und Karikatur. Eine Konstellation der Kunst am Beginn der Moderne. Gebr. Mann Verlag, Berlin 1998, ISBN 3-7861-2258-X.